# Onthophagus kochi
Onthophagus kochi là một loài bọ cánh cứng trong họ Bọ hung (Scarabaeidae).